# Ovington (Norfolk)
Ovington is een civil parish in het bestuurlijke gebied Breckland, in het Engelse graafschap Norfolk met 256 inwoners.